# 13346 Денієлміллер
13346 Денієлміллер (13346 Danielmiller) — астероїд головного поясу, відкритий 26 вересня 1998 року.
Тіссеранів параметр щодо Юпітера — 3,512.